# Parafia Wniebowzięcia Najświętszej Maryi Panny w Olesznie
Parafia Wniebowzięcia Najświętszej Maryi Panny – parafia rzymskokatolicka w Olesznie. 
Założona w 1643 roku. Należy do dekanatu włoszczowskiego diecezji kieleckiej.